# Omniva
Omniva auparavant AS Eesti Post  est le principal opérateur postal en Estonie. Eesti Post est renommé Omniva en juin 2014,.